# Colocleora malvina
Colocleora malvina är en fjärilsart som beskrevs av Claude Herbulot 1982. Colocleora malvina ingår i släktet Colocleora och familjen mätare. Inga underarter finns listade i Catalogue of Life.